# Olaszország himnusza
Az olasz himnusz, azaz az Inno di Mameli, Inno della Nazione zenéjét Michele Novarro írta 1847-ben Goffredo Mameli, egy fiatal költő versére. A dal Mameli himnuszaként is ismert 1861-től, amikor Itália egy néppé kezdett egyesülni. A himnusz eredetileg a Savoyai-ház indulója volt, hivatalos olasz himnusz csak 1946-ban, a köztársaság kikiáltásakor lett. Szövege Firenze, Genova, a lombardiai városok és az észak-olasz tartományok Ausztria elleni, valamint Szicília franciák elleni függetlenségi harcaira – a „szicíliai vecsernyére” – emlékeztet. A zene az olasz egység dalaként hamar népszerű lett az egész félszigeten.
Michele Novaro (1822–1885) – Goffredo Mameli (1827–1849):